# Perissolestes remus
Perissolestes remus – gatunek ważki z rodziny Perilestidae. Występuje na terenie Ameryki Południowej.